# John E Olsons plats

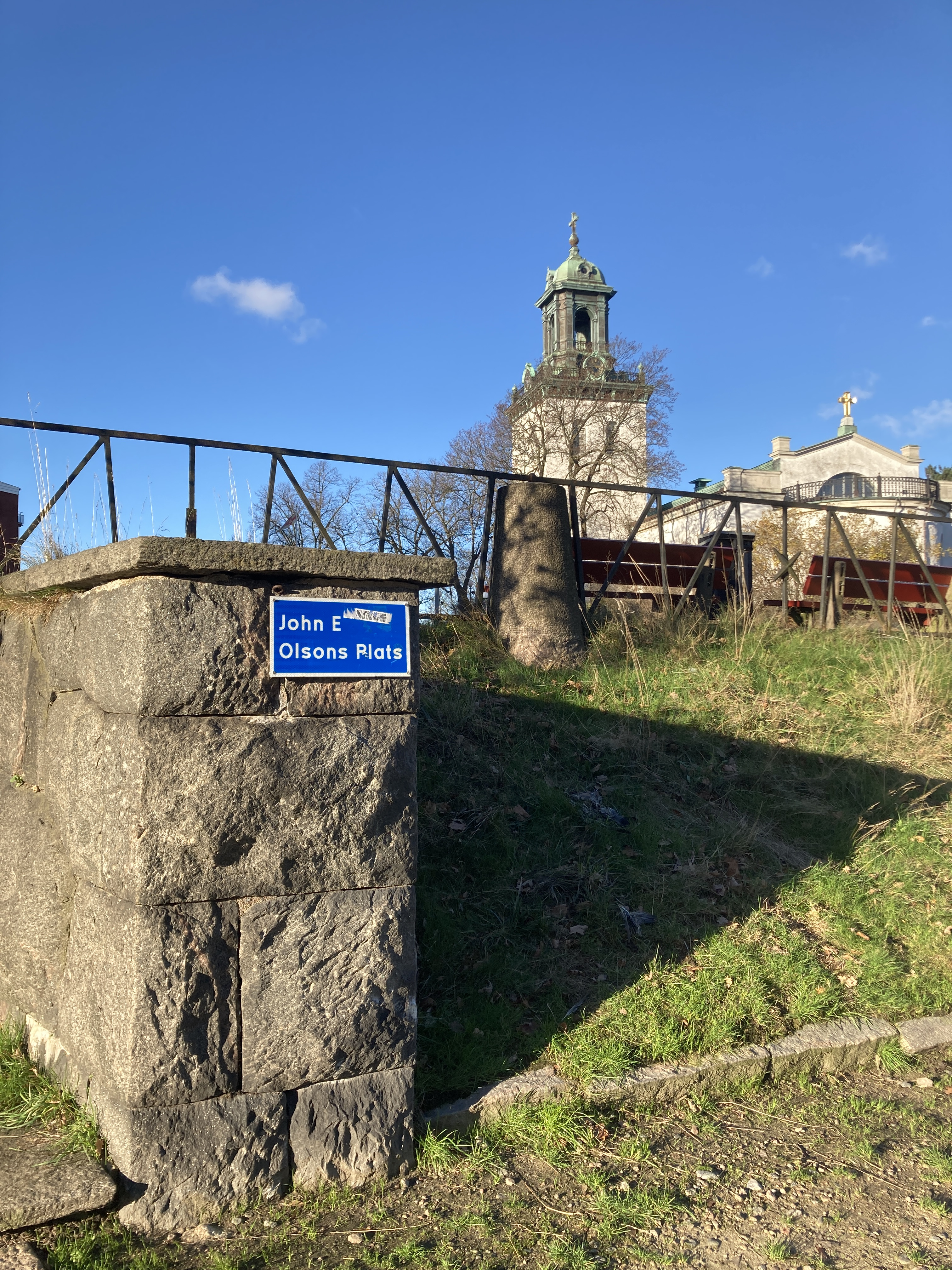
John E Olsons Plats. I bakgrunden Carl Johans kyrka.

John E Olsons Plats, före 2011 Bataljonsparken,  även äldre benämning Lek- och Viloplatsen, ligger på Ankeberget i hörnet av Karl Johansgatan-Allmänna Vägen i 6:e kvarteret Slintin i stadsdelen Majorna i Göteborg.

## Historik

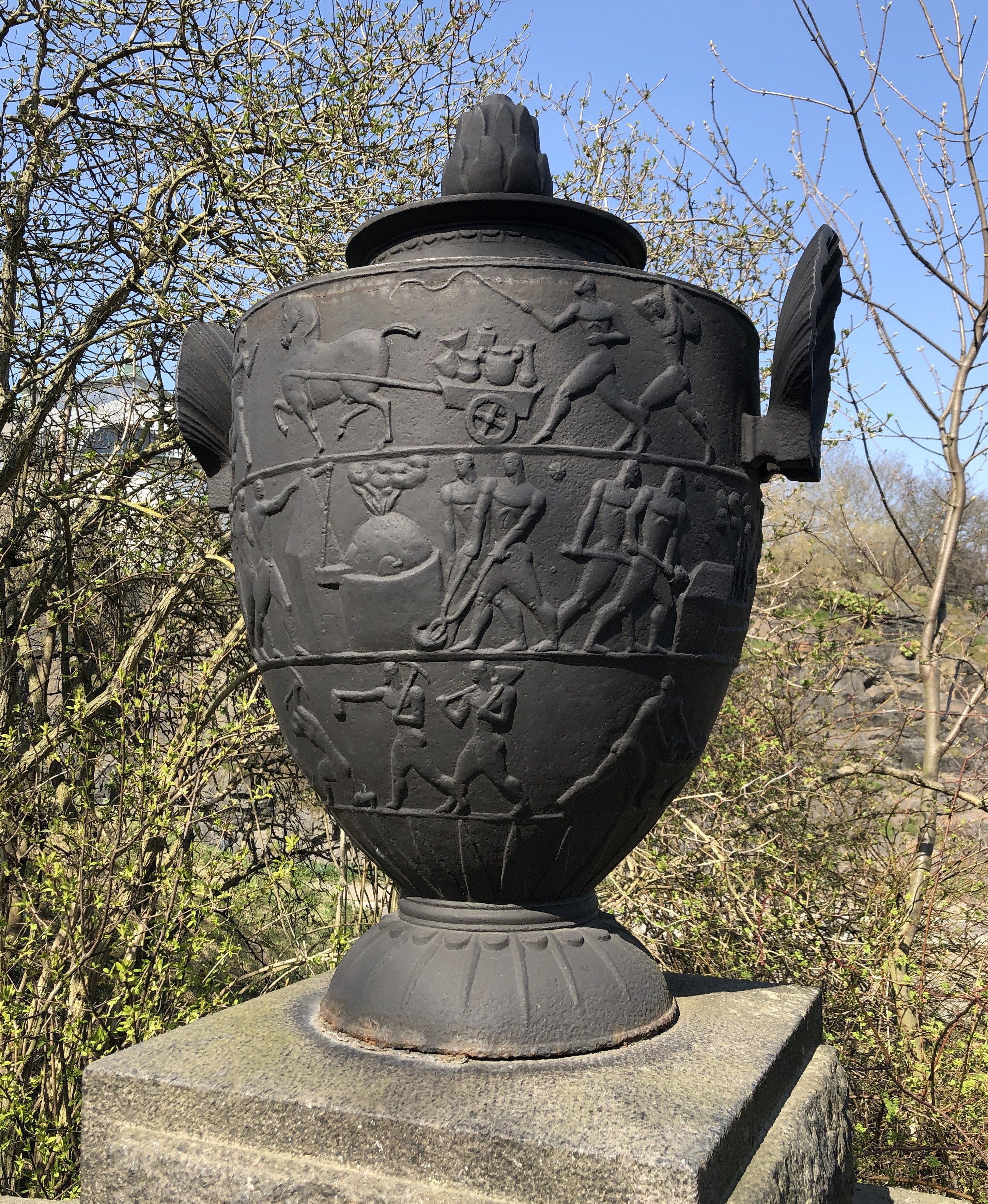
Grates Bergslagsurnan

Den är namngiven efter skeppsredaren John E Olson och ligger cirka 50 meter sydost om Carl Johans kyrka, och det har föreslagits att parken ska byta namn till Karl Johansparken.
Namnet Ankeberget kommer av att prosten som bodde på Såggatan i närheten, nedanför kyrkan, hade ankor som han släppte ut för att beta på berget.[när?]
Ankeberget var en lekplats för traktens barn,[när?] men skräpig. Pengar till upprustning ur Charles Felix Lindbergs donationsfond anslogs i mitten på 1910-talet och något senare fick arkitekt Arvid Fuhre uppdraget att utforma ett förslag. Fonden anslog 35 000 kronor till platsens utformande, med kravet att Fuhres förslag skulle beaktas. Slutkostnaden blev 15 000 kronor.
Arbetet med parken påbörjades år 1923. I en artikel i Göteborgs-Tidningen den 14 juni 1925, kunde man läsa: "Vid Karl Johans kyrka reser sig som bekant ett ståtligt massiv av granitmurar, granittrappor och granitpelare, utgörande en värdig ram kring en liten enkel men smakfull blomsterrabatt".
Eric Grates Bergslagsurnan pryder parken. Näfveqvarns Bruk göt urnan 1921-1922. Originalet skänktes till kronprinsparet och väckte stor uppmärksamhet vid Parisutställningen 1925. Under 2004 renoverades urnan till viss del.